# Besim Šerbečić
Besim Šerbečić, né le 1er mai 1998 à Gračanica en Bosnie-Herzégovine, est un footballeur bosnien qui évolue au poste de défenseur central au FK Radnički 1923 en prêt du FK Sarajevo.

## Biographie

### En club
Né à Gračanica en Bosnie-Herzégovine, Besim Šerbečić est formé par le club de sa ville natale, le NK Bratstvo Gračanica (en), puis le NK Zvijezda Gradačac.
Le 22 juillet 2016, il rejoint le FK Radnik Bijeljina. 
Le 23 janvier 2018, lors du mercato hivernal, Besim Šerbečić s'engage en faveur du club norvégien du Rosenborg BK.
Le 4 juillet 2019, il est prêté au FK Sarajevo. Il joue son premier match sous ses nouvelles couleurs le 9 juillet 2019, lors d'une rencontre de Ligue des champions face au Celtic Glasgow. Il est titularisé ce jour-là et son équipe s'incline par trois buts à un. Il est sacré champion de Bosnie-Herzégovine avec le FK Sarajevo en 2019-2020.
Le 29 décembre 2021, est annoncé le transfert de Besim Šerbečić à l'Aalesunds FK. Il signe un contrat courant jusqu'en juillet 2025,. Il joue son premier match sous ses nouvelles couleurs le 3 avril 2022, lors de la première journée de la saison 2022, contre le Kristiansund BK. Il est titularisé et son équipe s'impose par un but à zéro.
Le 7 février 2023, Besim Šerbečić fait son retour au FK Sarajevo, cette fois sous la forme d'un transfert définitif. Il signe un contrat courant jusqu'en mai 2025.

### En sélection nationale
Besim Šerbečić joue son premier match avec l'équipe de Bosnie-Herzégovine espoirs le 5 septembre 2017, lors d'un match amical face au Monténégro. Il est titulaire ce jour-là et la partie se termine sur un match nul (1-1). Il marque son premier but avec les espoirs dès son deuxième match, le 10 octobre 2017 contre le Portugal. Son équipe s'impose par trois buts à un ce jour-là.

## Palmarès
| Rosenborg BK - Championnat de Norvège (1) : - Champion : 2018. |  | FK Sarajevo - Championnat de Bosnie-Herzégovine (1) : - Champion : 2019-20. |